# Game Boy Pocket
Game Boy Pocket släpptes år 1996, den 14 November i Sverige och är en vidareutveckling av den första Game Boy-versionen. Game Boy Pocket är storleksmässigt något mindre(30%) än föregångaren men har ändå en något större skärm som nu visar i svart och vitt samt har bättre kontrast. Den använder samma spelkassetter som tidigare enhet. Den är hälften så lätt. Bland annat för att den är mer strömsnål. Enheten drivs med två stycken batterier av typen AAA/LR6 vilket ger ca 10 timmars användande. På denna modell är formen på porten till linkkabeln ändrad och därför behövs en särskild kabel eller en adapter för att kunna koppla ihop den med den första versionen av Game Boy.
Den första versionen av enheten som släpptes saknade en "power led". Den lilla röda lampan på vänster sida som visar ungefärlig batterinivå genom att lysa svagare och svagare. Men efter påtryckningar från allmänheten så reviderade dem enheten till att besitta denna "power led" åter igen som sin storebror Gameboy DMG-01.
Det finns mängder av varianter på Gameboy Pocket skal. Olika färger, limited och special editions. Alla varianter av Gameboy Pocket.
I Japan släpptes en version (Gameboy Light) med inbyggd belysning som gör det lättare att se grafiken på skärmen vid mörkare förhållanden.

### Fotnoter
1. ↑  Mark Langshaw (28 september 2015). ”Game Boy retrospective” (på engelska). Digital Spy. http://www.digitalspy.com/gaming/retro-gaming/feature/a565401/game-boy-retrospective-nintendos-handheld-turns-25-years-old/. Läst 25 maj 2017.